# Аспар
Флавій Ардабурій Аспар (*Flavius Ardaburius Asparus, 400—471) — державний та військовий діяч Східної Римської імперії, який протягом тривалого часу визначав її політику.

## Життєпис
Походив зі впливового аланського роду. Син Флавія Ардабурія, консула 427 року та magister militum praesentalis.
Освіту здобув у Константинопольській вищій школі.
Військову кар'єру розпочав під орудою батька. Вперше відзначився у 424 році під час походу Флавія Ардабурія проти узурпатора Іоанна, який отаборився у Західній Римський імперії. Незабаром Аспар отримує звання comes et magister utriusque militiae.
У 431—434 роках очолював римське посольство до короля вандалів Гейзеріха, який захопив Африку. Водночас сприяв евакуації військ на чолі з магістром армії Боніфацієм. Після повернення стає консулом (разом з імператором Феодосієм II). У 440—441 році очолював війська імперії під час війни з Єздегідом II Сасанідом, царем Персії.
У 441 році північні частини імперії атакували гуни на чолі із Аттілою. В цій ситуації Аспар змушений був повернутися до Константинополя. Розуміючи, що протидіяти гунам імперія не мала змоги, Аспар уклав угоду із Аттілою, поступившись землями вздовж Дунаю та погодився на сплату данини у 500 фунтів золота. Втім, уже у 443 році Атілла знову атакував імперію. Аспар вирішив чекати ворога біля стін Константинополя. Вирішальна битва сталася на Галліпольському півострові. В ній війська Аспара були знищені вщент. Внаслідок цієї поразки імперія вимушена була укласти новий мир. Аспара від перемовин відсторонили. Новою угодою було передбачено сплата 6 тисяч фунтів золота щорічно. Поразка імперських військ під час нової війни з гунами у 447 році, відновила вплив Аспара, який повернувся на провідні військові посади.
Після смерті у 450 році імператора Феодосія II новим імператором зі згоди сенату та за підтримки армії став Маркіан, колишній доместік (ад'ютант) Аспара. За цього імператора вплив Аспара та його родини значно зріс. Він стає вищим військовим очільником — отримує звання патриція та magister militum praesentalis, а незабаром стає сенатором.
Після смерті у 457 році Маркіана знову постало питання щодо нового імператора. За однією з версій, трон було запропоновано Аспару, але той відмовився, ймовірно, побоювався можливих заворушень через його аріанство. Зрештою імператором став Лев Макелла, колишній агент маєтків Аспара. Вплив останнього зберігався до початку 460-х років. Провідні цивільні та військові посади займали родичі або прихильники Аспара.
Втім, незабаром імператор Лев I почав виказувати невдоволення надмірним впливом Аспара. У 466 році, скориставшись заявою ісаврійського офіцера Тарасокодісса щодо участі Аспара у змові, імператор відсторонив того від влади. Втім вплив Аспара на армію зберігся. У 470 році він змусив Лева I визнати свого сина Юлія Патриція Цезарем та видати за нього імператорську доньку Леонтію. Втім, уже у 471 році Лев I наказав підступно вбити Аспара та його сина Ардабурія.